# Inkludering
Inkludering är ett begrepp som handlar om att alla människor, oavsett sina egenskaper, ska kunna delta fullt ut i samhället. Det innebär att alla, oavsett till exempel ålder, kön, sexuell läggning, religion, etnicitet, funktionsnedsättning eller socioekonomisk status, har rätt till att vara delaktiga och känna sig accepterade. Begreppet inkludering är nära relaterat med begreppet tillhörighet.
Inkludering handlar om mer än bara fysisk närvaro eller tillgång till en plats eller aktivitet. Det innebär också att individen känner sig respekterad, värderad och har möjlighet att bidra på lika villkor. Det betyder att inkludering sträcker sig över många områden av livet, inklusive utbildning, arbete, fritidsaktiviteter, och sociala relationer.
Med inkludering inom utbildning avses att alla elever har rätt att studera tillsammans, oavsett deras individuella förutsättningar. Lärare och skolor arbetar med att anpassa sitt sätt att undervisa och organisera klassrummet så att alla elever kan delta och lära sig. I exempelvis Sverige anger skollagen (2010:800) att alla barn har rätt att delta i en tillgänglig skola oberoende av behov och funktionalitet.
I största allmänhet är inkludering ett sätt att se på världen som erkänner och värdesätter människors olikheter som en tillgång. Det är en strävan efter att skapa ett mer rättvist och inkluderande samhälle där alla har samma möjligheter att delta och göra sin röst hörd.
Trots att inkludering kan förknippas med vänsterpolitiska ideal om jämlika och rättvisa samhällen, så är inkludering inte ett begrepp som är exklusivt för någon politisk ideologi. Olika politiska rörelser kan dock ha olika syn på hur inkludering bör hanteras och uppnås.